# Louise Lawler

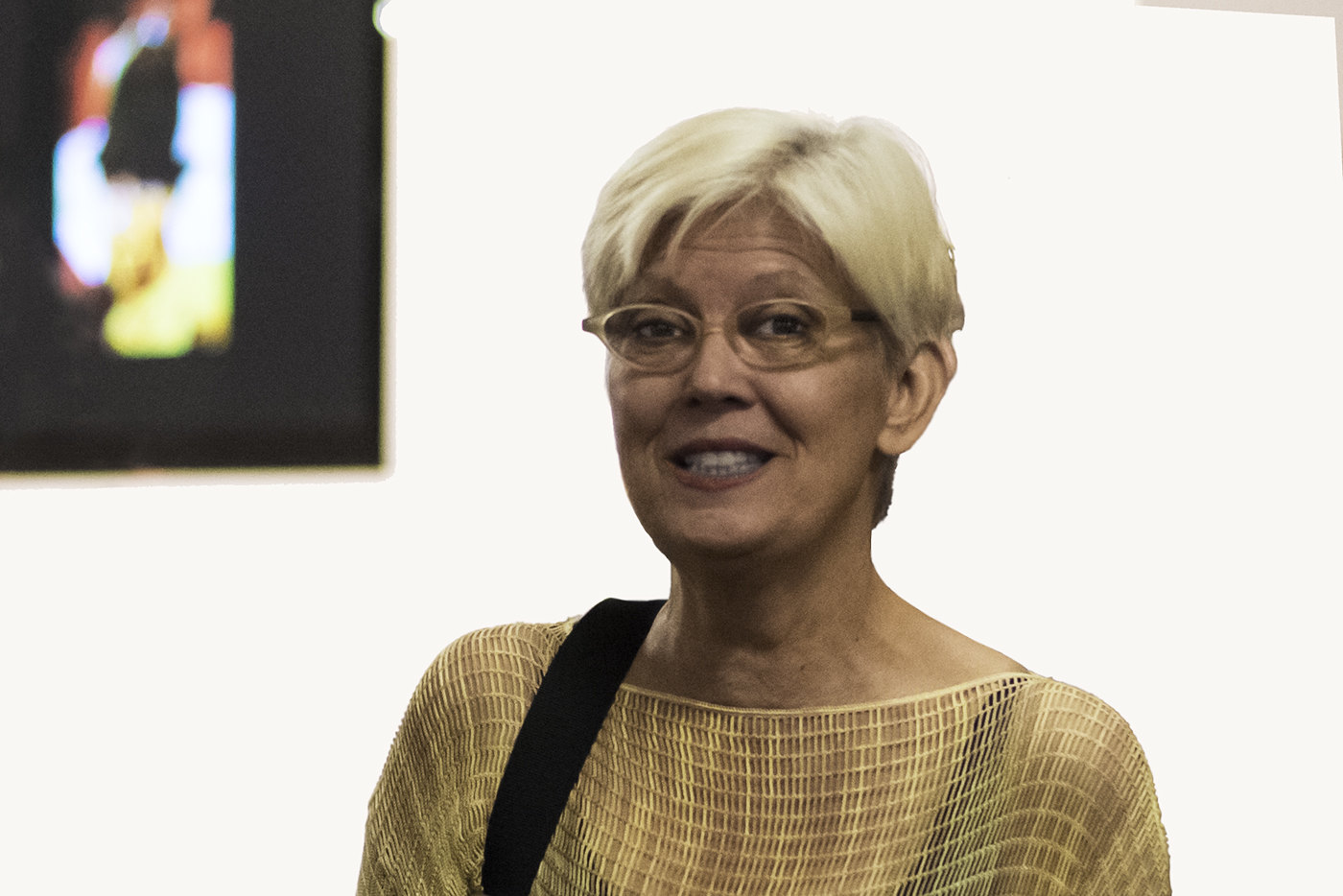
Louise Lawler im Museum Ludwig, Köln (2012)

Louise A. Lawler (* 1947 in Bronxville, New York, Vereinigte Staaten) ist eine US-amerikanische Künstlerin.

## Leben und Werk
Ihr Studium an der Cornell-Universität beendete sie 1969 mit einem Bachelor of Fine Arts.
Louise Lawler arbeitet mit Fotografien, Materialbildern und Installationen. Bei ihrer Vorgehensweise zeigt sie unterschiedliche Kunstwerke an verschiedenen Orten und mit unterschiedlichen Funktionen. Hierfür verfolgt sie die Laufbahn der verkauften Kunstwerke ihrer Ausstellungen zu ihrem neuen Aufenthaltsort, nachdem diese das Atelier verlassen haben, bis hin zur Präsentation in Museen, Privat- oder Firmensammlungen. Dabei hält sie den jeweils neuen Platz der Werke durch ihre Fotografien fest.
Sie fotografierte Kunstwerke in den Wohnzimmern von Kunstsammlern und in Museen in situ, also mit ihrer jeweiligen Umgebung. Damit zeigt sie, in welchem Kontext Kunst rezipiert und wie sie in Räumen inszeniert wird.
Allerdings ist sie beim Fotografieren nicht auf eine exakte und perfekte Wiedergabe der von ihr fotografierten Kunstwerke aus. Ihr Interesse liegt vielmehr an einer einzigartigen Atmosphäre ihrer Bilder, in welchen sie die Veränderungen erforscht, die durch die verschiedenen Präsentationsorte entstehen. Dabei wird der Betrachter auf den umgebenden Kontext, die Produktion und die Präsentation der Werke aufmerksam gemacht.
Die erste umfassende Werkschau der Künstlerin zeigte 2013/14 das Museum Ludwig und bespielte mit ihren Werken das gesamte Haus.
Lawler wurde 2019 in die American Academy of Arts and Sciences gewählt. Sie lebt und arbeitet in New York.

## Appropriation Art
Louise Lawler ist eine Fotografin, die der Appropriation Art zugeordnet wird: Der Begriff stammt aus dem lateinischen Sprachgebrauch „appropriare“ und bedeutet übersetzt „zu eigen machen“. Somit ist es die Kunst der Aneignung fremder (Kunst)werke. Im künstlerischen Bereich schließt die Appropriation Art jede Vorgehensweise ein, bei der Künstler mit Absicht fremdes Gut als Bestandteil ihrer eigenen Produktionen verwenden.

## Ausstellungen
- 1982: An Arrangement of Pictures, Metro Pictures, New York
- 1994: Radical Scavenger(s): The Conceptual Vernacular in Recent American Art, Museum of Contemporary Art, Chicago
  - Die Orte der Kunst, Sprengel Museum, Hannover
  - The Century of the Multiple: From Duchamp to the Present, Deichtorhallen, Hamburg
  - 4 × 1 im Albertinum, Galerie Neue Meister, Staatliche Kunstsammlungen, Dresden
  - Temporary Translation(s): Sammlung Schurmann, Deichtorhallen, Hamburg
- 1995: The End(s) of the Museum, Fundacio Antoni Tapies, Barcelona
  - Passions Privees, Musée d’art moderne de la Ville de Paris, Paris
  - A Spot on the Wall, Kunstverein München, München
- 1996: Architecture, Art, and Planning Department Centennial, Herbert F. Johnson Museum of Art, Cornell University, Ithaca, New York
- 1997: Foto Text Text Foto, Fotomuseum Winterthur, Winterthur
  - Deep Storage/Arsenale der Erinnerung, Haus der Kunst, München; Nationalgalerie, Berlin; Kunstmuseum im Ehrenhof, Düsseldorf
  - Monochrome, Hirshhorn Museum and Sculpture Garden, Washington, D.C.
- 1999: The Museum as Muse, Museum of Modern Art, New York; Museum of Contemporary Art, San Diego
- 2000: rot grau, Kunsthalle Basel, Basel
  - Whitney Biennial, New York
- 2001: Body Double: Figures of Figures, Des Moines Art Center, Iowa
  - Televisions, Kunsthalle Wien, Wien
- 2002: Visions from America: Photographs from the Whitney Museum of American Art, Whitney Museum of American Art, New York
  - Extension, Stockholm Konsthall, Stockholm
  - Life, Death, Love, Hate, Pleasure, Pain, Museum of Contemporary Art, Chicago
- 2003: Probably Not in the Show Portikus, Frankfurt am Main
  - Pletskud, Arken Museum for Moderne Kunst, Kopenhagen
  - The Last Picture Show: Artists Using Photography 1960–1982, Walker Art Center, Minneapolis
- 2004: Louise Lawler and Others, Museum für Gegenwartskunst, Basel
- 2005: SlideShow, Baltimore Museum of Art, Baltimore
  - Mark Lewis / Louise Lawler, Kunstverein Hamburg
  - Private View 1980–2000, Musée cantonal des beaux-arts de Lausanne
  - SlideShow, Contemporary Arts Center, Cincinnati; Brooklyn Museum of Modern Art, New York
- 2006: Big Bang, Centre Pompidou, Paris
- 2007: documenta 12, Kassel
- 2012: (Selected) Louise Lawler. Eine Ausstellung des Gerhard Richter Archiv Dresden im Schaukabinett der Galerie Neue Meister der Staatlichen Kunstsammlungen Dresden, Galerie Neue Meister, Dresden
- 2013/14: Louise Lawler. Adjusted. Museum Ludwig, Köln
- 2021: LIGHTS OFF, AFTER HOURS, IN THE DARK, Sprüth Magers, Berlin
- 2022: No exit, Biennale Venedig, zentraler Pavillon

## Bücher

### Deutsch
- Douglas Crimp, Über die Ruinen des Museums. Das Museum, die Fotografie und die Postmoderne, mit Fotos von Louise Lawler, Verlag der Kunst Dresden, 1996, ISBN 3-364-00328-9
- Louise Lawler and Others, Hatje Cantz Verlag, 2004, ISBN 3-7757-1420-0

### Englisch
- Louise Lawler: Twice Untitled and Other Pictures (looking back). The MIT Press, 2006, ISBN 0-262-62206-8.